# Grallaria chthonia
El tororoí de Táchira u hormiguero tororoi tachirense (Grallaria chthonia), también denominado chululú tachirense, es una especie de ave paseriforme perteneciente al numeroso género Grallaria  de la familia Grallariidae, anteriormente incluido en Formicariidae. Es endémico de Venezuela. Esta especie solo fue observada y recolectada entre 1955 y 1956, y podría estar extinta.

## Distribución y hábitat
Fue observada y colectada en el oeste de Venezuela, en el suroeste de Táchira (Hacienda La Providencia, río Chiquita).
Habita en el suelo o cerca de él en bosques nubosos densos, a altitudes entre 1800 y 2100 m s. n. m.

## Descripción
Mide 17 cm de largo. Su dorso es amarronado. La corona y nuca son grises. El manto posee rayitas negras. La garganta y plumas en los oídos son marrones. Además se caracteriza por una franja malar blanca. La zona inferior de su vientre es blancuzca, sus laterales y pecho poseen franjas grises.

## Estado de conservación
El tororoí de Táchira fue avistado por última vez en 1956. Entre 1955 y 1956 los ornitólogos William Henry Phelps, Jr. y Alexander Wetmore recolectaron cuatro especímenes en la hacienda La Providencia en el río Chiquita en el sector suroeste de Táchira, Venezuela. La localidad tipo se encuentra en el Parque nacional El Tamá donde aun existen algunos hábitats adecuados. Sin embargo, entre 1990 y 1996 el bosque nuboso en el valle del río Chiquita, incluyendo partes del parque nacional y de la localidad tipo fueron completamente reemplazados por plantaciones de café por debajo de la cota de 1600 m, y talados en gran medida para cultivo de vegetales entre las cotas de 1900 y 2200 m.
A pesar de haberse realizado búsquedas exhaustivas entre 1990 y 1996, la especie no ha sido avistada en más de medio siglo. Anteriormente IUCN la había clasificado como una especie en peligro, pero a causa del fracaso en localizar la especie en 2008 la misma fue catalogada como una especie en peligro crítico de extinción.

### Redescubrimiento del tororoí de Táchira
Después de sesenta años sin tener registro de avistajes de esta ave, fue redescubierta en las montañas del Táchira en 2017. Según la ONG ambientalista Provita en 2016 la organización Iniciativa Cardenalito organizó un equipo de búsqueda de la especie, con el apoyo de la American Bird Conservancy, a través del Fondo de Conservación William Belton, como parte del proyecto Búsqueda de Aves Perdidas. 
El sitio donde fue hallado se encuentra en el parque nacional El Tamá. La dificultad para avistar a esta especie es que su hábitat se encuentra en lo más profundo de los bosques montañosos, en densos matorrales de zonas altas, de 1500 a 2100 metros sobre el nivel del mar. El redescubrimiento fue publicado en la revista American Birds Conservancy.